# Personaggi di Mod Squad, i ragazzi di Greer
Questa è una lista dei personaggi della serie televisiva Mod Squad, i ragazzi di Greer, apparsi anche nei sequel e remake della stessa, il sequel, in forma di film per la televisione, del 1979, intitolato Tre come allora (The Return of Mod Squad), e il remake cinematografico del 1999, intitolato Gli infiltrati (The Mod Squad).

## Personaggi e interpreti

### Personaggi principali
- Julie Barnes (stagioni 1-5), interpretata da Peggy Lipton.
- Lincoln "Linc" Hayes (stagioni 1-5), interpretato da Clarence Williams III.
- Pete Cochran (stagioni 1-5), interpretato da Michael Cole.
- Capitano Adam Greer (stagioni 1-5), interpretato da Tige Andrews.

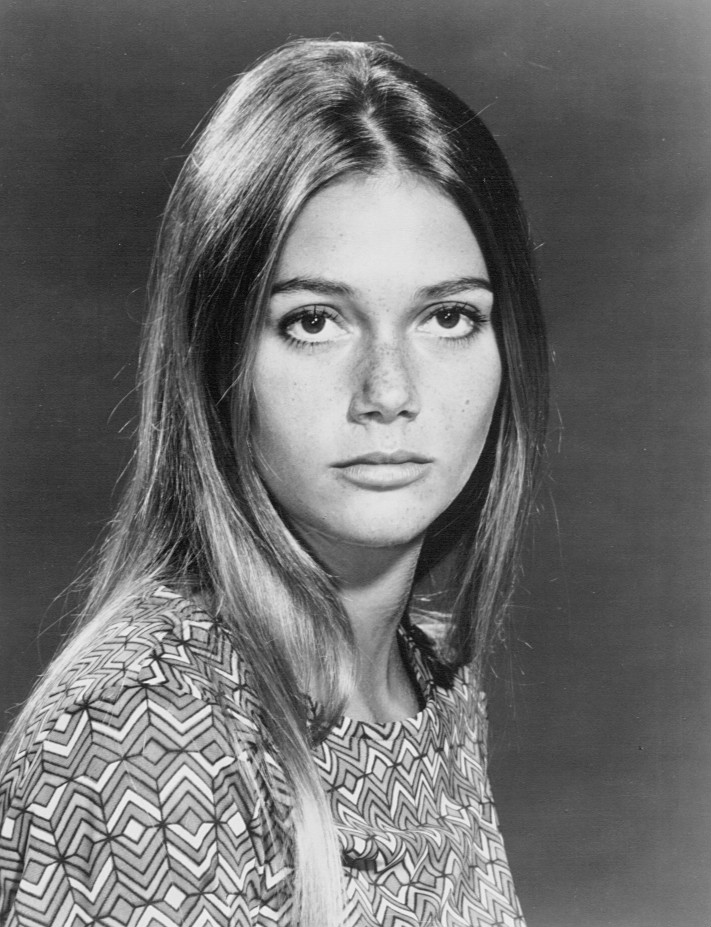
Peggy Lipton, interprete di Julie Barnes
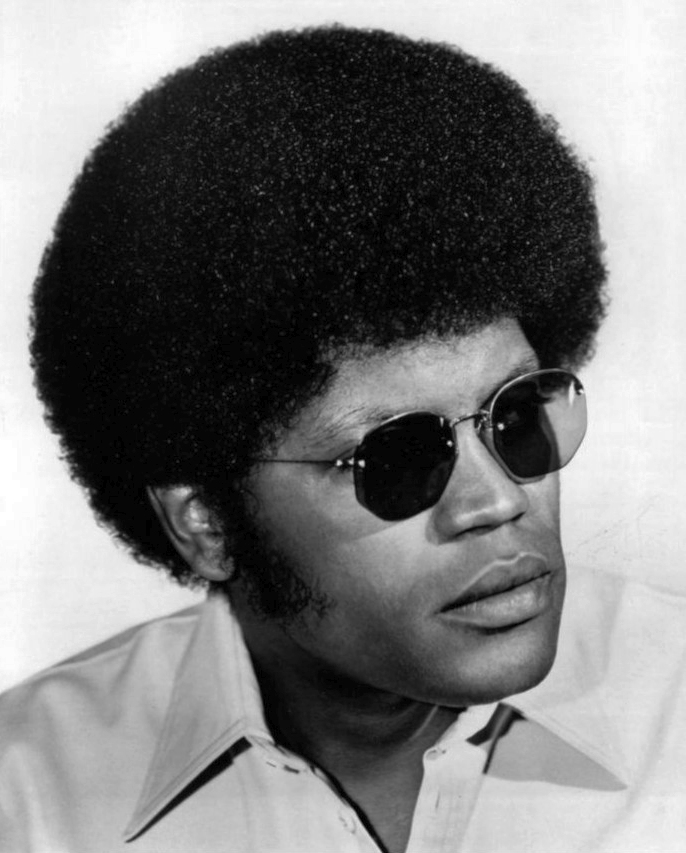
Clarence Williams III, interprete di Linc Hayes
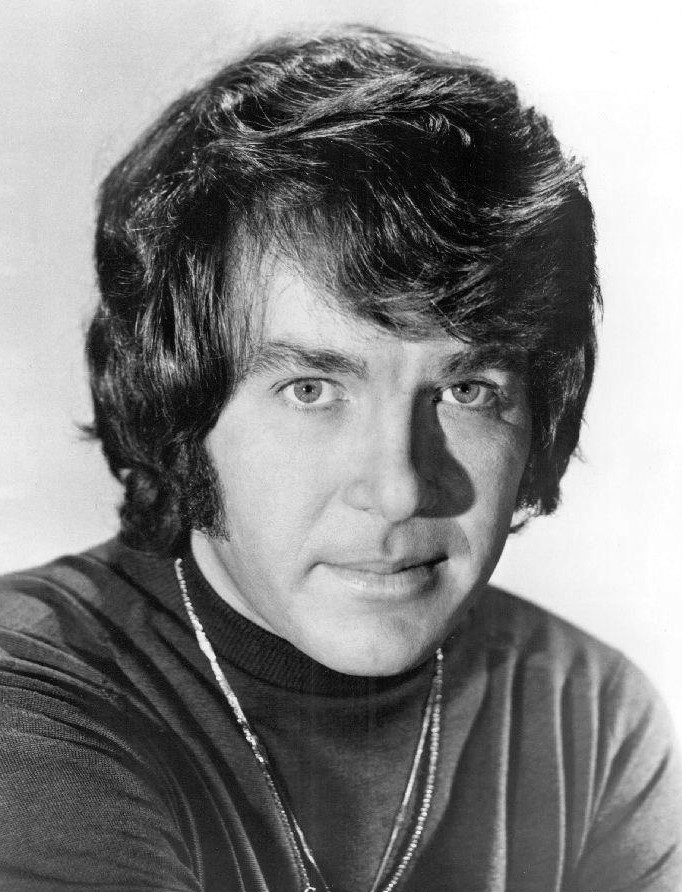
Michael Cole, interprete di Pete Cochran
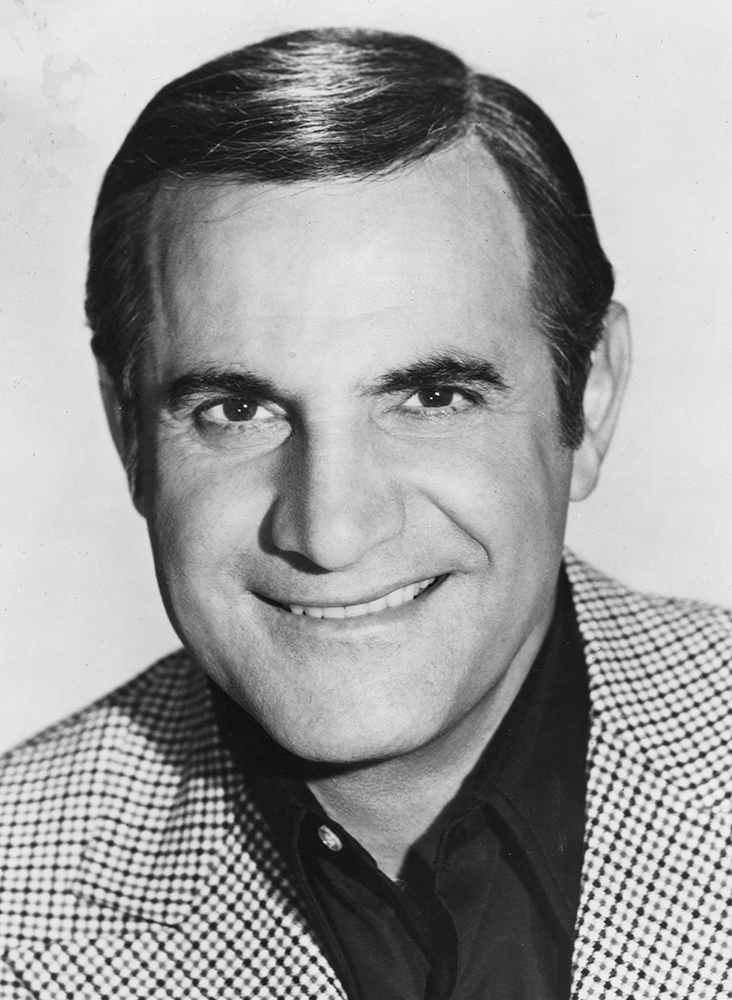
Tige Andrews, interprete del Capitano Adam Greer

### Personaggi secondari
- Capitano Barney Metcalf (stagioni 1-4), interpretato da Simon Scott.
- Charlie Tyson (stagioni 2-5), interpretato da Ross Elliott.
- Jonah (stagioni 1-5), interpretato da Rex Holman.
- Ellie (stagioni 1-5), interpretata da Linda Marsh.
- Dottor Berger (stagioni 1-2), interpretato da Harry Basch.
- Kathy (stagioni 1-5), interpretata da	Brooke Bundy.
- Charles Swain (stagioni 1-4), interpretato da	Norman Alden.
- Arthur Westphal (stagioni 1-3), interpretato da Arthur Franz.
- Bob Travis (stagioni 2-5), interpretato da Murray MacLeod.
- Proprietario del negozio di biciclette (stagioni 1-4), interpretato da John Dennis.
- Durko (stagioni 1-4), interpretato da Woodrow Parfrey.
- Barney (stagioni 1-4), interpretato da Bill Zuckert.
- Smith (stagioni 2-3), interpretato da William Smith.

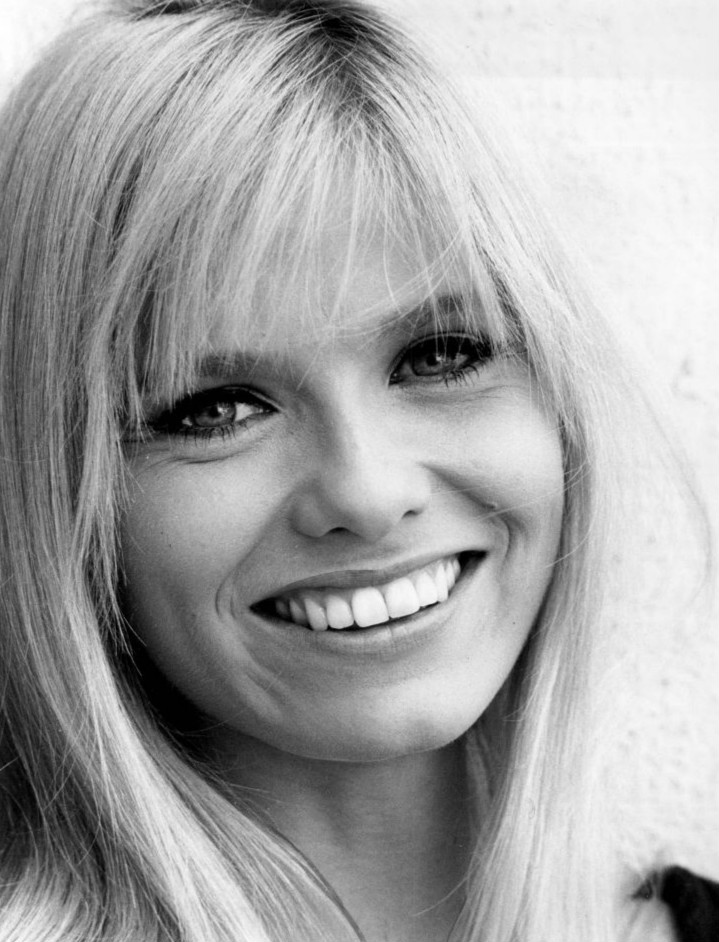
Brooke Bundy, interprete di Kathy
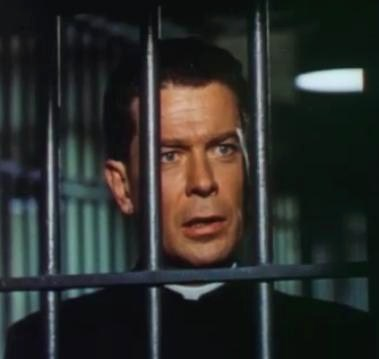
Arthur Franz, interprete di Arthur Westphal
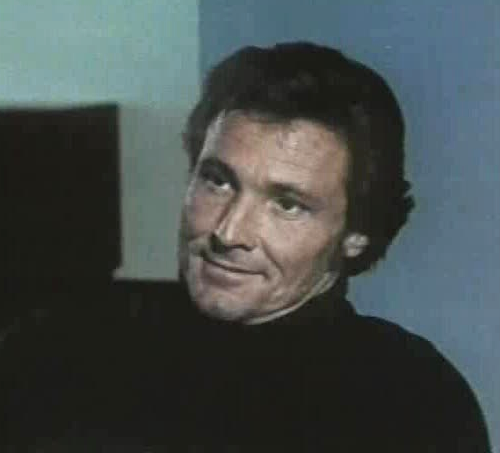
William Smith, interprete di Smith

### Guest star
- Martin Sheen
- Richard Dreyfuss
- Harrison Ford
- Louis Gossett Jr.
- Bo Hopkins
- Vincent Price
- Ed Asner
- Stefanie Powers
- Sammy Davis Jr.
- Richard Pryor, interpretate di sé stesso

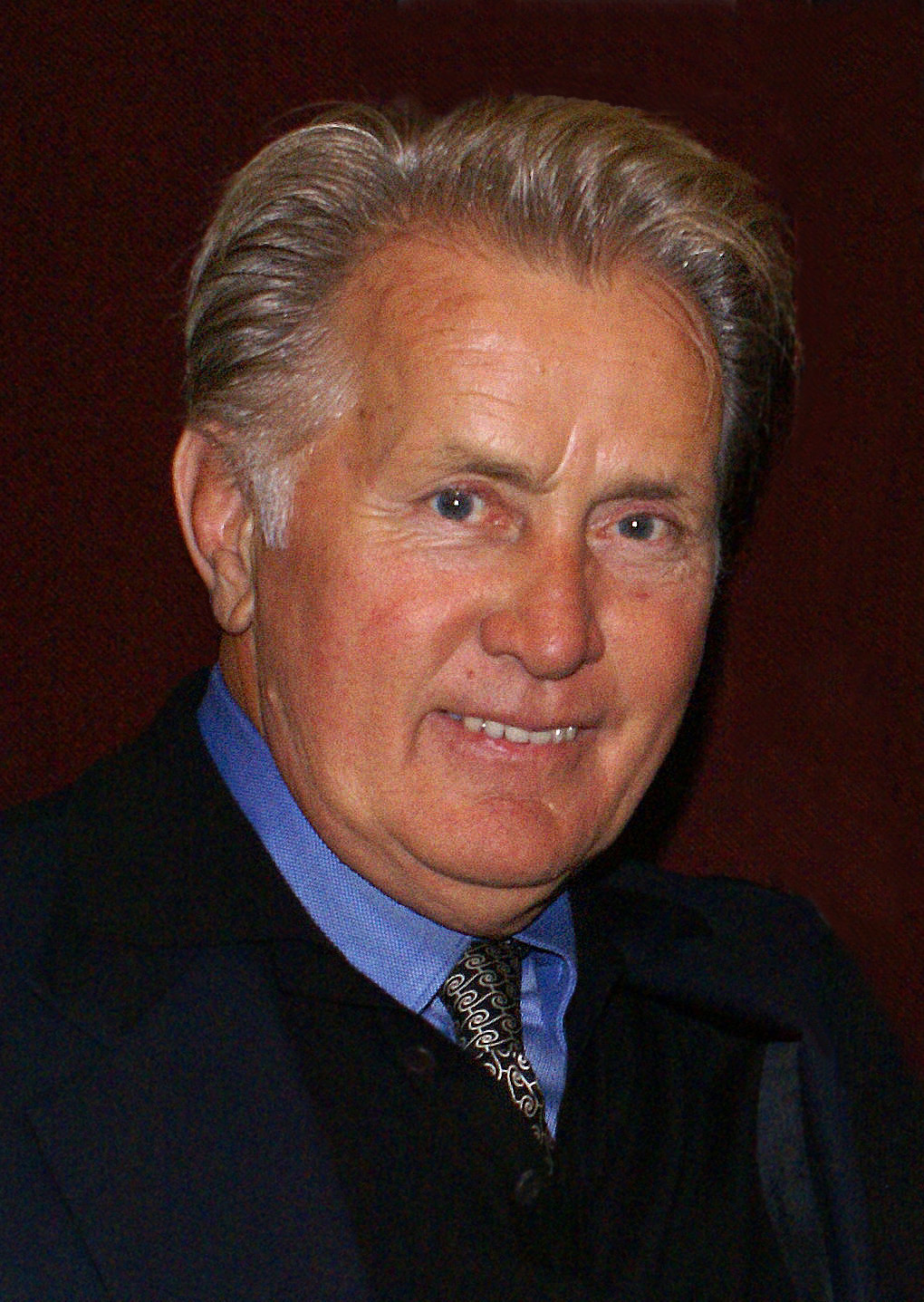
Martin Sheen
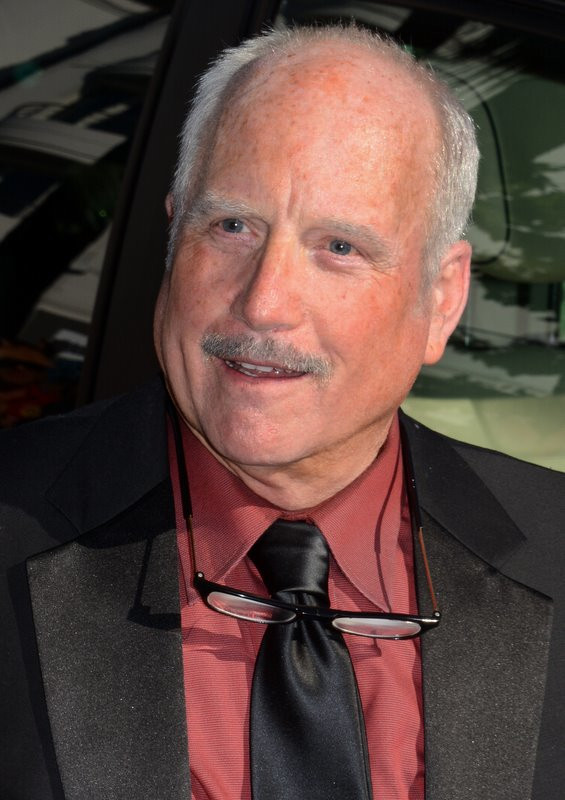
Richard Dreyfuss
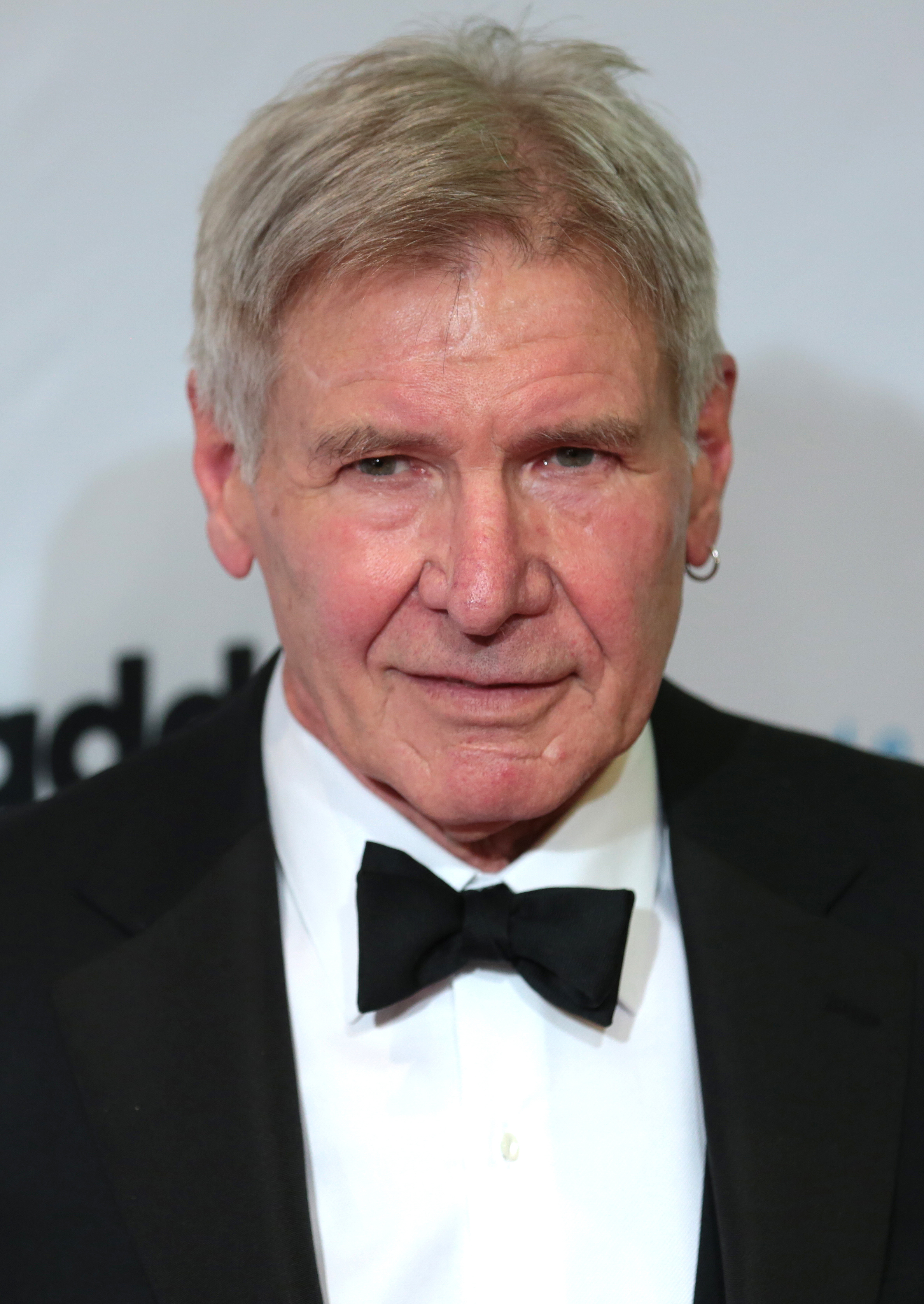
Harrison Ford
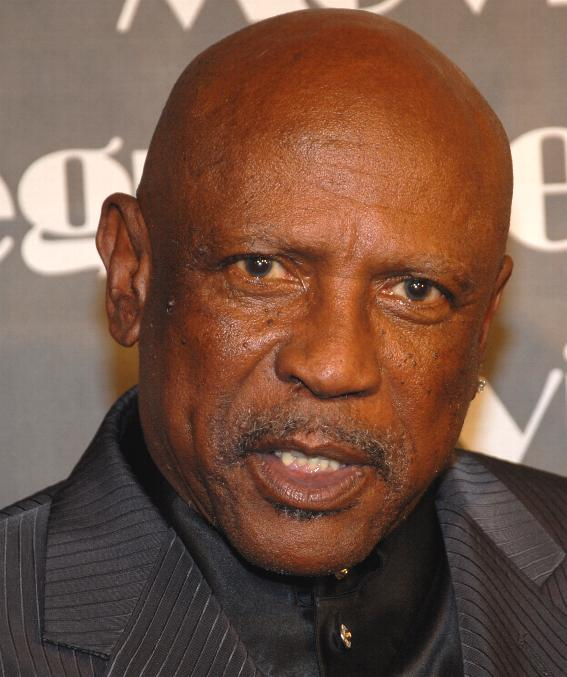
Louis Gossett Jr.
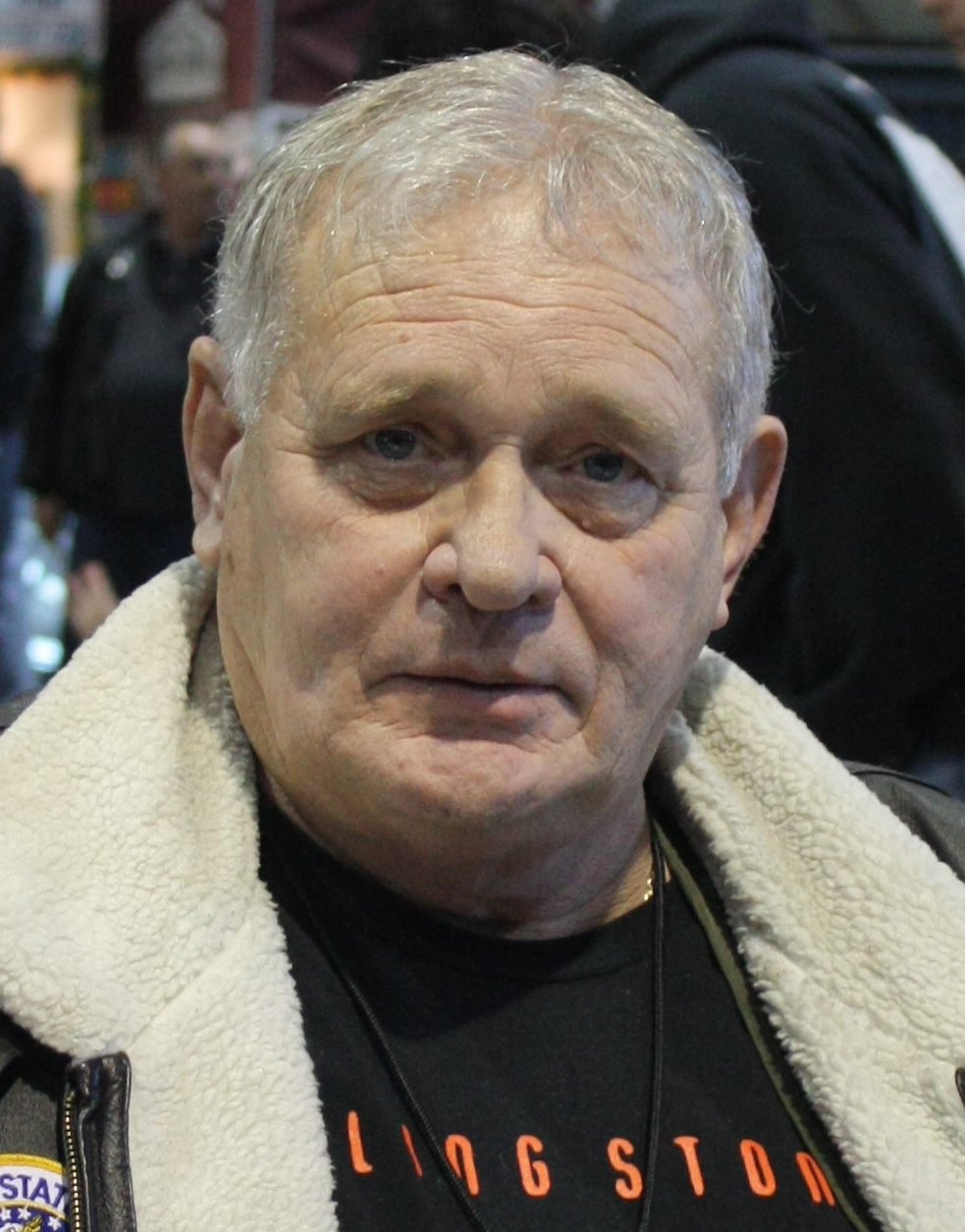
Bo Hopkins
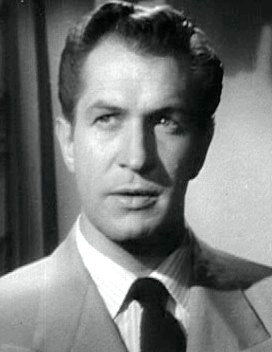
Vincent Price
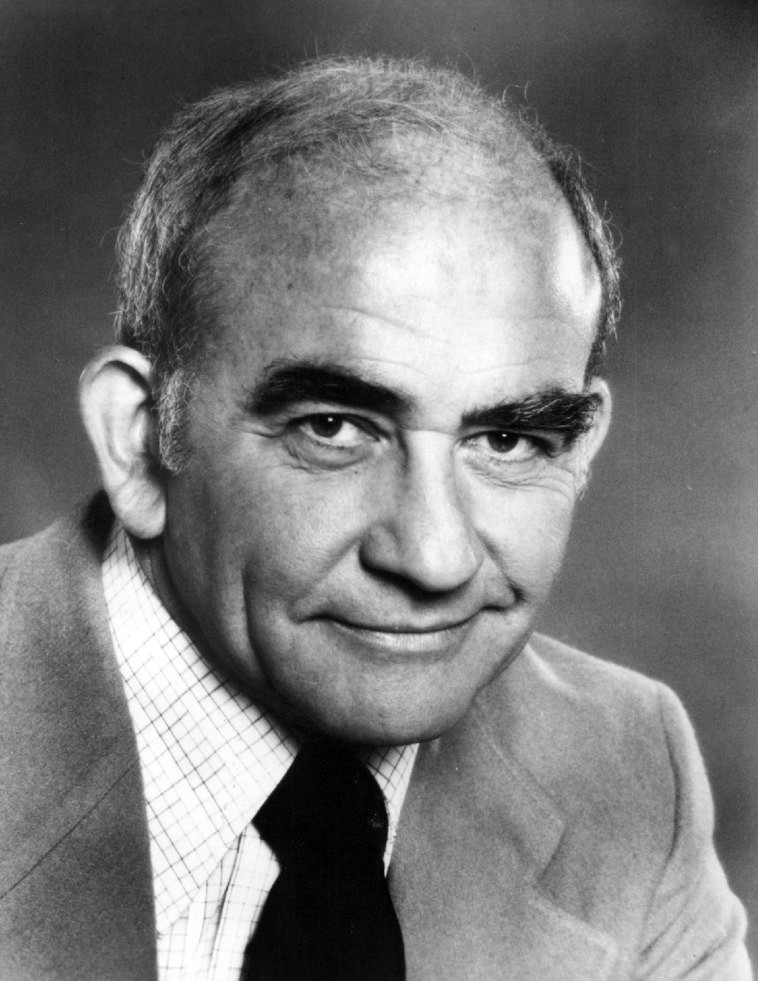
Ed Asner
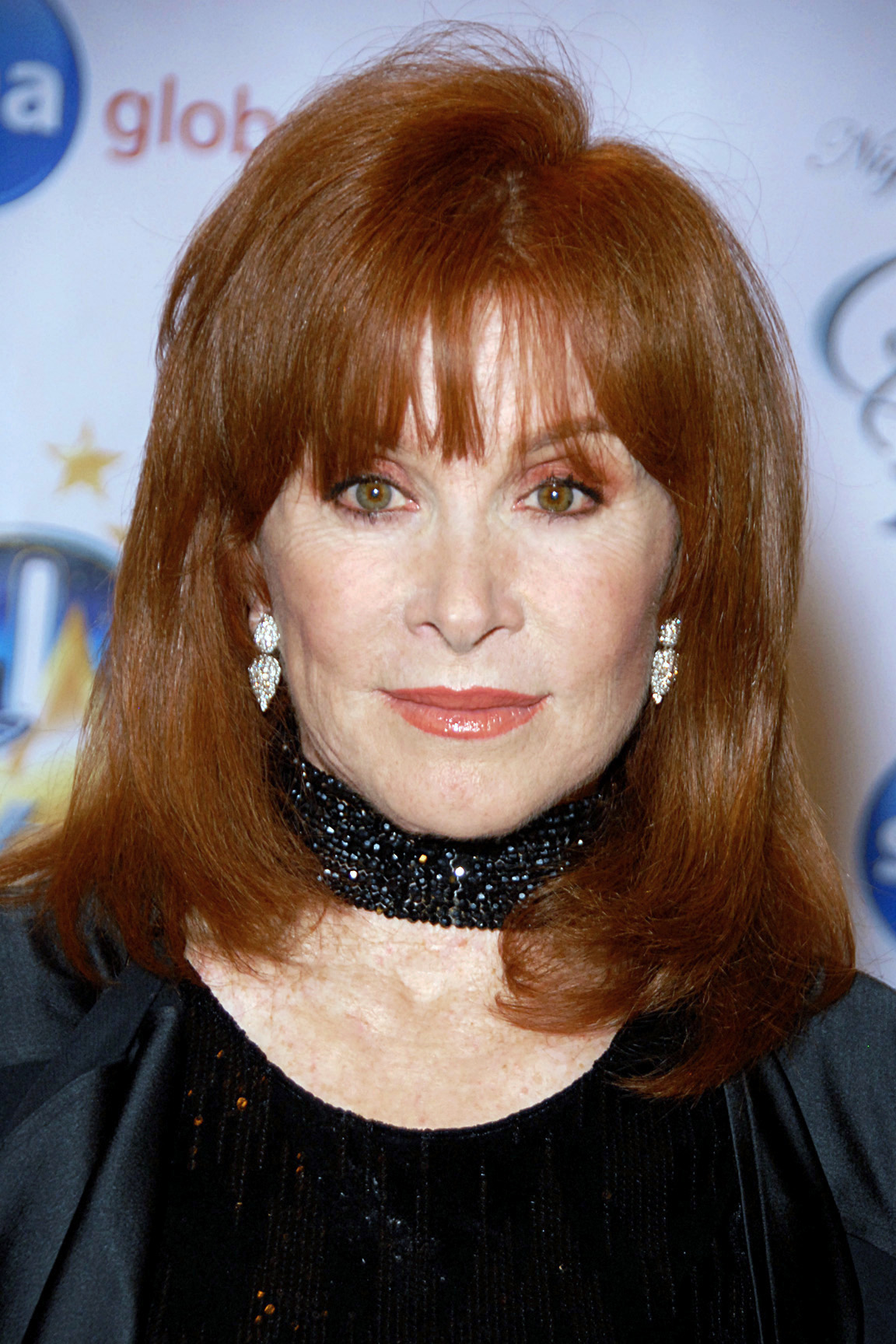
Stefanie Powers
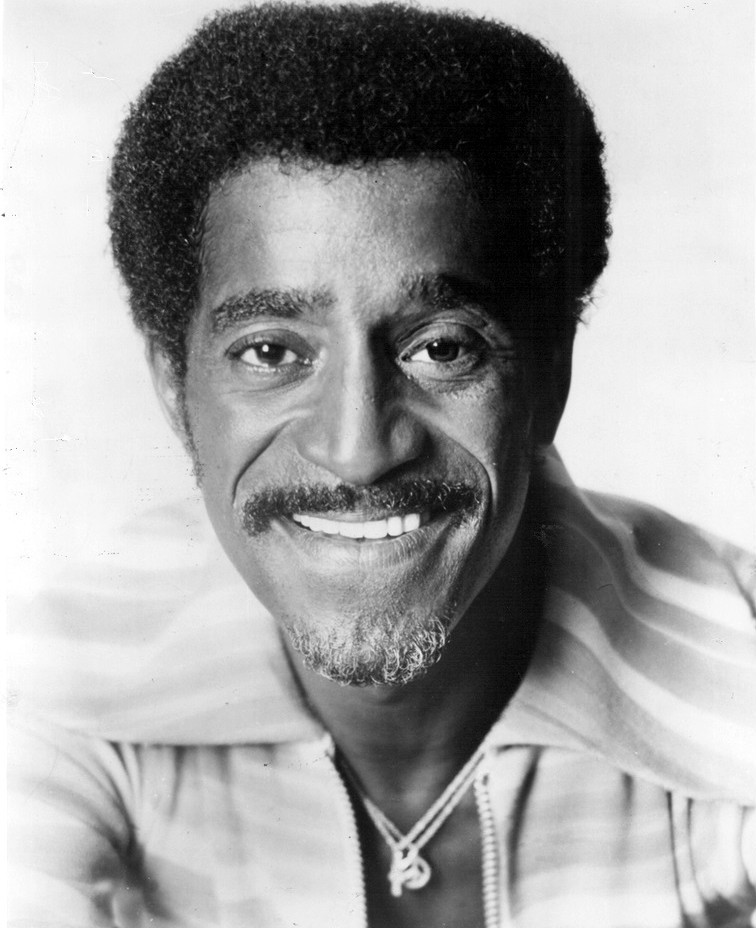
Sammy Davis Jr.
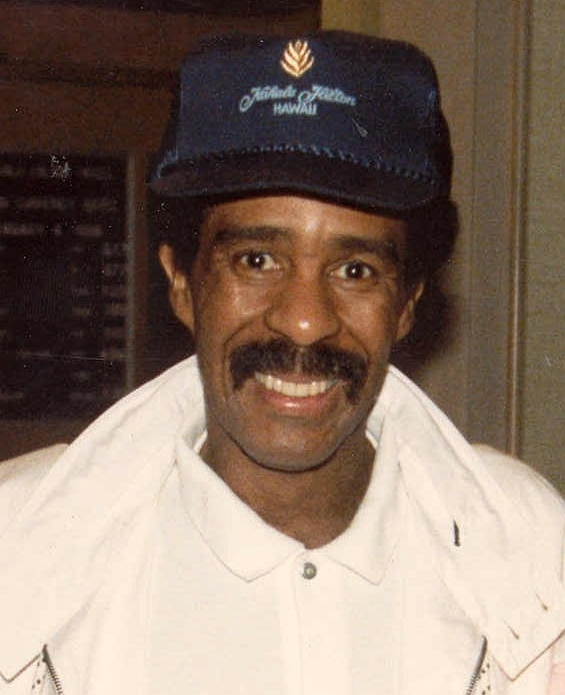
Richard Pryor